# Monty Noble
Pour les articles homonymes, voir Noble (homonymie).
Montague Alfred Noble (né le 28 janvier 1873, décédé le 22 juin 1940), communément appelé Monty Noble, était un joueur de cricket australien. Il a disputé son premier test pour l'équipe d'Australie en 1898. Il était all-rounder.
Il fut également capitaine de la sélection australienne ainsi que dentiste.

## Équipes
- Nouvelle-Galles du Sud

## Récompenses individuelles
- Un de cinq joueurs de cricket de l'année 1900 (Wisden Cricketer of the Year) désignés par le Wisden Cricketers' Almanack.
- Membre de l'Australian Cricket Hall of Fame depuis 2006.

## Sélections
- 42 sélections en test cricket de 1898 à 1909.